# HAMA-Antwort
Der Begriff HAMA-Antwort ist die Abkürzung für Humane-Anti-Maus-Antikörper-Antwort. Es handelt sich dabei um die Reaktion, die das menschliche Immunsystem auf Maus-Antikörper aufbaut. Es gibt eine Kreuzreaktivität zu Antikörpern anderer Säugetiere. Die HAMA-Antwort verstärkt sich bei zunehmender Therapielänge, so dass die Maus-Antikörper neutralisiert werden und die Therapie wirkungslos wird. Durch die Entwicklung chimärer Antikörper oder humanisierter Antikörper oder auch die Herstellung rekombinanter Antikörper mit Hilfe von Phagen-Display-Bibliotheken (siehe auch Phagen-Display), die humane Immunglobulin-Gene enthalten, soll dieses Problem zukünftig umgangen werden.